# Herz-Jesu-Kirche (Krakau-Kleparz)

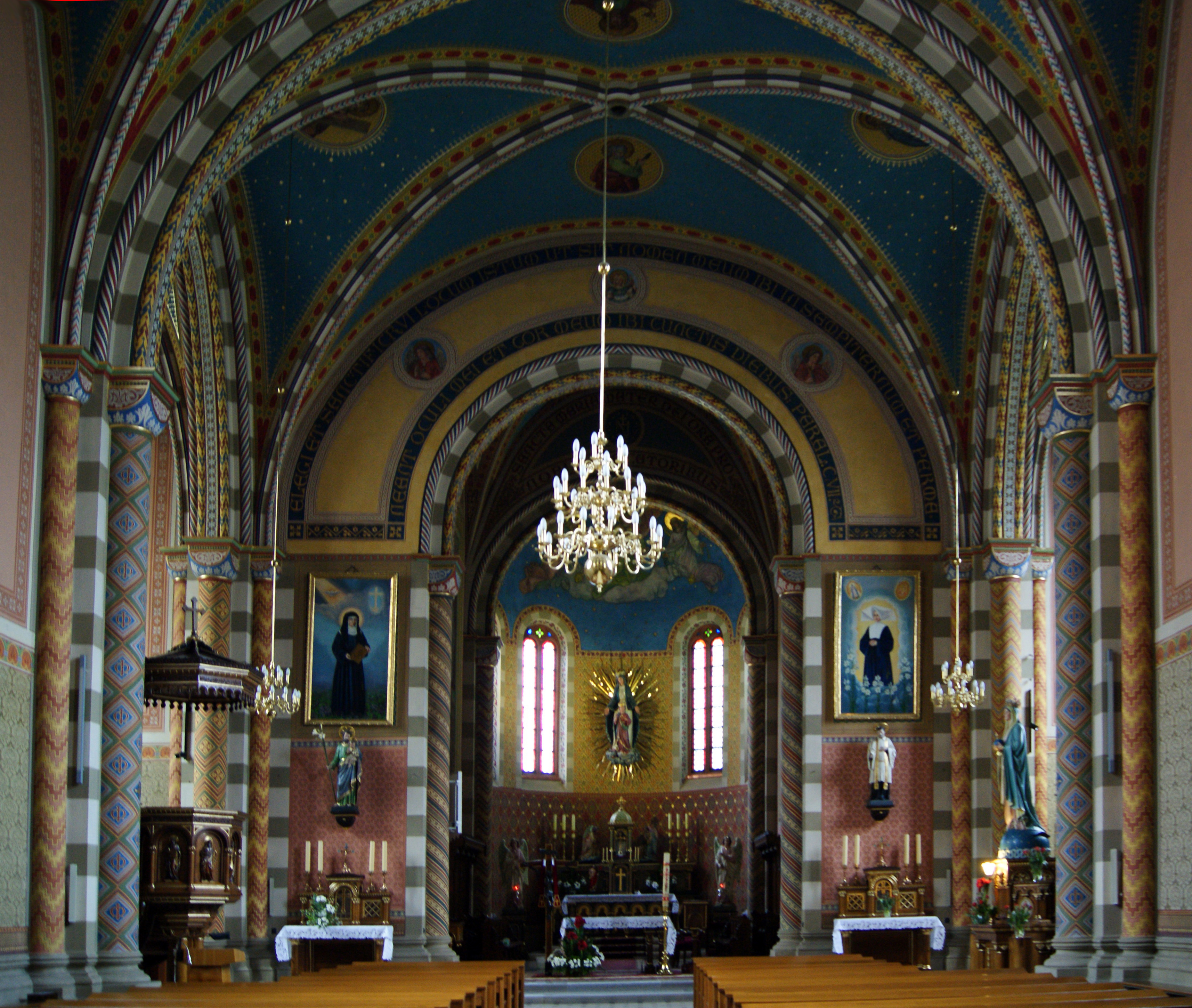
Innenraum

Die Herz-Jesu-Kirche  (polnisch Kościół Najświętszego Serca Pana Jezusa) in Krakau ist eine katholische Kirche an der ul. Warszawska 8 im Stadtteil Kleparz. 

## Geschichte
An der Stelle der Herz-Jesu-Kirche stand seit dem 16. Jahrhundert die Simon-und-Juda-Kirche, die Mitte des 19. Jahrhunderts abgerissen wurde. In den Jahren 1869 bis 1871 wurde die heutige Kirche im Stil der Neoromanik von Filip Pokutyński für die Genossenschaft der Töchter der christlichen Liebe vom heiligen Vinzenz von Paul errichtet. Der Gründer des Klosters Bischof Ludwik Łętowski ist in der Kirche beigesetzt.